# Три Хил (1. сезона)
Прва сезона телевизијске серије Три Хил, по жанру драме, премијерно је приказивана у периоду од 23. септембра 2003. године до 11. маја 2004. године, на америчкој телевизијској мрежи The WB. Прва сезона серије садржала је 22 епизоде.
Све епизоде прве сезоне приказиване су уторком од 21 час по америчком времену. Прву сезону је у просеку пратило 3,5 милиона гледалаца сваке недеље. Комплетна прва сезона је реализована и као комплет од 6 ди-ви-ди дискова, на којима се налазе све 21 епизоде, као и обиман пропратни материјал. Овај комплет је издала медијска компанија Варнер Брос .

## Опис
Три Хил је измишљен градић у америчкој савезној држави Северна Каролина и дом је чувене средњошколсе кошаркашке екипе "Гаврани". У њему живе браћа по оцу Лукас Скот (Чад Мајкл Мари) и Нејтан Скот (Џејмс Лаферти). Браћа су одрасла у истом граду, али нису били у добрим односима захваљујући утицају њиховог оца Дена Скота (Пол Џохансон).
Ден се у средњој школи забављао са Карен Ро, Лукасовом мајком. Међутим, жеља за успехом, који би се остварио играњем у америчкој професионалној кошаркашкој лиги, као и сазнање да Карен носи његово дете, довела је до тога да Ден напусти Три Хил и остави Карен саму. Ден на факултету упознаје Деб, са којом се недуго затим жени, а она такође остаје у другом стању, очекујући Деново дете. Деб рађа Дену сина Нејтана. Захваљујући каснијим успесима на кошаркашким теренима, Ден је омогућио својој жени и сину лагодан и потпуно миран живот. За разлику од Дена, Карен је као самохрана мајка подигла Лукаса, уз неизмерну помоћ Деновог рођеног брата, Кита, који је у великој мери успео да попуни фигуру оца у Лукасовом животу.
Нејтан је главна звезда „Гаврана“, као што је то био и његов отац Ден у младости. Лукас је пак, принуђен да свој кошаркашки таленат испољава на локалном игралишту поред реке, све док тренутка, док се, због повреда неколицине играча, није отворило место у стартној петорци „Гаврана“. Када је сазнао за то, Кит, Лукасов ујак, наговара тренера Вајтија да сврати до локалног кошаркашког игралишта, не би ли се и сам уверио колики кошаркашки таленат поседује Лукас. Вајти, одушевљен, позива Лукаса да заигра у првој петорци. Али, тек тада почињу муке за Лукаса. Нејтан, подстрекаван од стране Дена, почиње још више да испољава непријатељство према Лукасу. Ситуацију још више компликује и чињеница да Лукас почиње да гаји симпатије према Нејтановој девојци Пејтон Сојер (Хилари Бартон). Убрзо, Пејтон раскида везу са Нејтаном, првенствено због његовог надобудног и себичног понашања према њој, према Лукасу, као и због тога што је искористио Лукасову најбољу пријатељицу Хејли Џејмс (Бетани Џој Ленц), како би се осветио Лукасу. На његово изненађење, Нејтан се заљубљује у Хејли, али и она у њега, што доводи у питање опстанак пријатељства између Лукаса и Хејли.
Лукас почиње да се забавља са најбољом пријатељицом од Пејтон, Брук, међутим, његова осећања према Пејтон још увек нису ишчезла. Брук уочава да између Лукаса и Пејтон постоји нешто више од пријатељства и прекида било какав контакт и са Лукасом, али и са Пејтон, својом најбољом пријатељицом. Недуго затим, Брук измишља аферу о својој трудноћи, саопштавајући Лукасу да очекује његово дете. Лукас се тада нашао у истој ситуацији као и његов отац Ден пре скоро две деценије. Лукас, тада, по први пут схвата разлог Деновог напуштања Карен, која је била у поодмаклој трудноћи. Настојећи да се не понаша као свој отац, Лукас подржава Брук, говорећи јој да ће увек остати уз њу и њихово дете. Те Лукасове речи натерале су Брук да ипак призна да је лагала за трудноћу, како би се осветила њему и Пејтон.
Пејтон постаје веома блиска са Џејком Џагелским, такође чланом средњошколске кошаркашке екипе „Гаврани“ и оцем мале Џени, коју подиже сам. Али, повратак Џенине мајке Ники, као и њено настојање да започне борбу за старатељство над ћерком са Џејком, остављају Пејтон поново саму, у свом свету.
Карен напушта Три Хил на неколико седмица, како би похађала школу кулинарства у италијанском граду Фиренци. Лукас и Кит доживљавају саобраћајну несрећу, у којој Лукас умало умире, а главни узрочник несреће је Кит, јер је возио у алкохолисаном стању. Лукас у саобраћајној несрећи доживљава тешку повреду рамена. Сазнавши да јој је син доживео саобраћајну несрећу, за коју је у највећој меери крив Кит, Карен одлучује да се на неко време удаљи од Кита. Деб сазнаје да Ден врши несносив притисак на Нејтана, у погледу његове кошаркашке каријере и одлучује да му се супротстави, тако што од њега тражи развод брака. Нејтан сазнаје да је његова мајка Деб у младости имала много љубавних афера и, немоћан да им се супротстави, одлучује да се одсели од родитеља, изнајмљујући сопствени стан. Карен и Деб постају блиске пријатељице у улазе у пословно-партнерски однос у погледу пословања кафића "Caren's Caffe". Кит је принуђен да прода своју ауто-механичарску радионицу Дену, како би могао да плати трошкове Лукасовог болничког лечења. Кит предлаже Карен да се уда за њега, али она то одбија, тако да он одлучује да се одсели из Три Хила и пресели у Чарлстон, говорећи да не постоји више ништа што га везује за Три Хил.
У последњој епизоди, "Гаврани" играју прву утакмицу у доигравању, која је и одлучујућа, јер, ако изгубе, завршавају сезону без освојеног трофеја. Тренер Вајти је у болници, јер му је потребна хитна операција ока. Екипу, као тренер, преузима Ден Скот. Лукас и Нејтан, који су у међувремену изгладили све несугласице, и постали браћа у правом смислу те речи, одлучују да се заједно супротставе Дену. Нажалост, "Гаврани" губе утакмицу и завршавају сезону. Лукас одлучује да се заједно са Китом пресели у Чарлстон. Ден затиче у кревету свог брата заједно са Деб, и следећег јутра доживљава инфаркт. Брук и Пејтон поново постају најбоље пријатељице и одлучују да помогну Џејку у борби против Ники. Успевају да је наговоре да је Џејк одвео Џени у Сијетл, и Ники одлази у том правцу. Пејтон и Брук, задовољне што су успеле да преваре Ники (Џејк је у ствари своју ћерку одвео у Савану, код својих родитеља), обећавају једна другој, да неће никада више дозволити да било који мушкарац поквари њихово пријатељство. Карен даје своје мишљење Лукасу у погледу његовог одласка, подсећајући га да постоји само један Три Хил, и да је то његов дом. Лукас одлази до Нејтановог стана, како би се поздравио са њим и Хејли, а тамо остаје скамењен, сазнавши да су Нејтан и Хејли спавали заједно, иако му је Хејли обећала да ће остати девица до брака. Потпуно изненађен новим сазнањима, Лукас, заједно са својим ујаком Китом, одлази из Три Хила.